# Koroibos z Élidy
Koroibos (starořecky Κόροιβος–Koroibos) byl v roce 776 př. n. l. vítěz olympijských her v běhu na jedno stadium.
Antičtí autoři uvádějí, že Koroibos z Élidy byl prvním vítězem starověkých olympijských her. Zvítězil v běhu na jedno stadium, jediné disciplíně v níž se tehdy na hrách soutěžilo. Zavedení další disciplíny běhu na dvě stadia (diaulos) se uskutečnilo na 14. hrách v roce 724 př. n. l. Prvním vítězem běhu na dvě stadia se stal Hypénos z Pisy. Velikost stadia (600 stop) se pohybovala zhruba od 175 do 200 metrů (olympijské stadium mělo 192,27 metru).
Antický autor Pausanias, který ve druhém století navštívil Olympii, uvádí, že Koroibovu sochu neviděl, ale jeho hrob se nacházel na hranicích Élidy. Na náhrobním kameni měl nápis, že byl prvním člověkem, který vyhrál v Olympii.